# 膜荚见血飞
膜荚见血飞（学名：Mezoneuron hymenocarpum）是豆科见血飞属的一种植物。分布在越南、斯里兰卡、泰国以及中国大陆的广西、云南等地，生长于海拔280米至350米的地区，多生于疏林以及湿地，目前尚未由人工引种栽培。